# Campeonato Mundial Femenino de Ajedrez

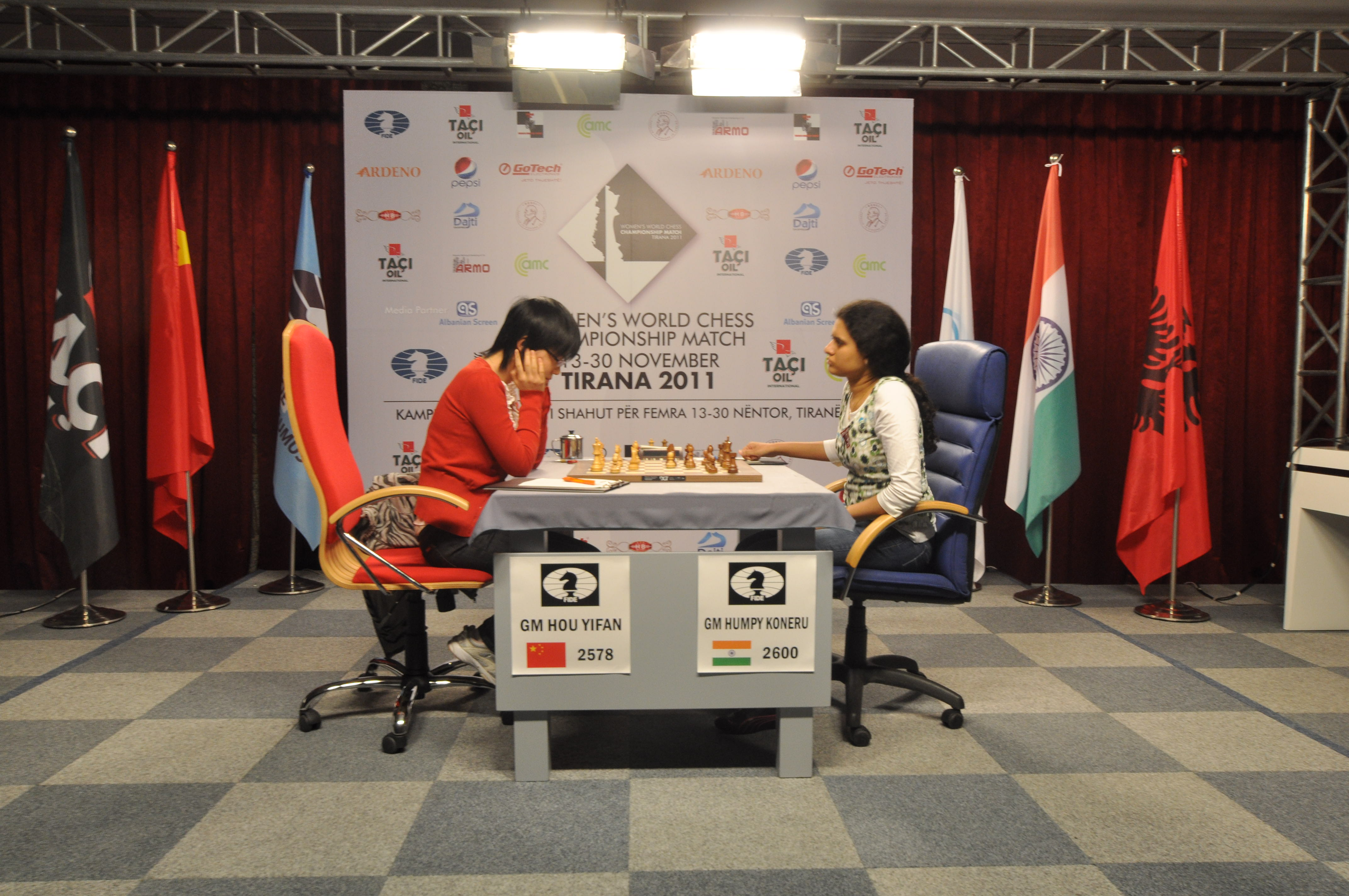
Final entre la eventual campeona china Hou Yifan y la india Humpy Koneru, en la edición del 2011 con sede en Tirana, Albania.

El Campeonato Mundial Femenino de Ajedrez es un torneo disputado para proclamar a la mejor ajedrecista mujer en el mundo. Es organizado por la Federación Internacional de Ajedrez (FIDE) desde su primera edición en 1927.
A diferencia de la mayoría de los deportes reconocidos por el Comité Olímpico Internacional, donde la competición es mixta (conteniendo ambos géneros) o separada por hombres y mujeres, en ajedrez las mujeres pueden competir tanto en torneos abiertos (aquellos sin distinción de género, como el Campeonato Mundial de Ajedrez) como en torneos organizados exclusivamente para ellas, como el Campeonato Mundial Femenino.

## Campeonas del mundo
| Nombre                 | Año                     | País                                      |
| ---------------------- | ----------------------- | ----------------------------------------- |
| Vera Menchik-Stevenson | 1927–41                 | Unión Soviética Checoslovaquia Inglaterra |
| Ludmilla Rudenko       | 1950–53                 | Unión Soviética                           |
| Elizavieta Bykova      | 1953–56 1958–62         | Unión Soviética                           |
| Olga Rubtsova          | 1956–58                 | Unión Soviética                           |
| Nona Gaprindashvili    | 1962–78                 | Unión Soviética                           |
| Maia Chiburdanidze     | 1978–91                 | Unión Soviética Georgia                   |
| Xie Jun                | 1991–96 1999-2000       | China                                     |
| Zsuzsa Polgár          | 1996–99                 | Hungría                                   |
| Zhu Chen               | 2001-04                 | China                                     |
| Antoaneta Stefanova    | 2004–06                 | Bulgaria                                  |
| Xu Yuhua               | 2006-08                 | China                                     |
| Aleksandra Kosteniuk   | 2008-10                 | Rusia                                     |
| Hou Yifan              | 2010-12 2013-15 2016-17 | China                                     |
| Anna Ushenina          | 2012-13                 | Ucrania                                   |
| Mariya Muzychuk        | 2015-16                 | Ucrania                                   |
| Tan Zhongyi            | 2017-18                 | China                                     |
| Ju Wenjun              | 2018-                   | China                                     |

## Encuentros
| Año             | Sede                 | | Campeona | G (+) | E (=) | P (-) | Contrincante                                                                                                | Formato |
| 1927 Detalle    | Londres              | Vera Menchik Unión Soviética                                                                                | 10 | 1 | 0 | 11 jugadoras                                                                                                | Todas contra todas, una sola rueda.                                                                         | |
| 1930 Detalle    | Hamburgo             | Vera Menchik Checoslovaquia                                                                                 | 6 | 1 | 1 | 4 jugadoras                                                                                                 | Todas contra todas, dos ruedas.                                                                             | |
| 1931 Detalle    | Praga                | Vera Menchik Checoslovaquia                                                                                 | 8 | 0 | 0 | 4 jugadoras                                                                                                 | Todas contra todas, dos ruedas.                                                                             | |
| 1933 Detalle    | Folkestone           | Vera Menchik Checoslovaquia                                                                                 | 14 | 0 | 0 | 8 jugadoras                                                                                                 | Todas contra todas, dos ruedas.                                                                             | |
| 1934 Detalle    | Róterdam             | Vera Menchik Checoslovaquia                                                                                 | 3 | 0 | 1 | Sonja Graf Alemania                                                                                         | Mejor de 4 partidas.                                                                                        | |
| 1935 Detalle    | Varsovia             | Vera Menchik Checoslovaquia                                                                                 | 9 | 0 | 0 | 9 jugadoras                                                                                                 | Todas contra todas, una sola rueda.                                                                         | |
| 1937 Detalle    | Semmering            | Vera Menchik Checoslovaquia                                                                                 | 9 | 5 | 2 | Sonja Graf Alemania                                                                                         | Mejor de 16 partidas.                                                                                       | |
| 1937 Detalle    | Estocolmo            | Vera Menchik Checoslovaquia                                                                                 | 14 | 0 | 0 | 25 jugadoras                                                                                                | 26 participantes bajo sistema suizo.                                                                        | |
| 1939 Detalle    | Buenos Aires         | Vera Menchik Reino Unido                                                                                    | 17 | 2 | 0 | 19 jugadoras                                                                                                | Todas contra todas, una sola rueda.                                                                         | |
| 1944            |                      | Vera Menchik muere mientras ostenta el título de campeona mundial. El título queda vacante entre 1944-1950. | Vera Menchik muere mientras ostenta el título de campeona mundial. El título queda vacante entre 1944-1950. | Vera Menchik muere mientras ostenta el título de campeona mundial. El título queda vacante entre 1944-1950. | Vera Menchik muere mientras ostenta el título de campeona mundial. El título queda vacante entre 1944-1950. | Vera Menchik muere mientras ostenta el título de campeona mundial. El título queda vacante entre 1944-1950. | Vera Menchik muere mientras ostenta el título de campeona mundial. El título queda vacante entre 1944-1950. | Vera Menchik muere mientras ostenta el título de campeona mundial. El título queda vacante entre 1944-1950. |
| 1949/50 Detalle | Moscú                | Liudmila Rudenko Unión Soviética                                                                            | 9 | 1 | 5 | 15 jugadoras                                                                                                | Todas contra todas, una sola rueda.                                                                         | |
| 1953 Detalle    | Moscú                | Elizavieta Bykova Unión Soviética                                                                           | 7 | 2 | 5 | Liudmila Rudenko Unión Soviética                                                                            | Mejor de 14 partidas.                                                                                       | |
| 1956 Detalle    | Moscú                | Olga Rubtsova Unión Soviética                                                                               | 7 | 6 | 3 | Elizavieta Bykova Liudmila Rudenko                                                                          | Todas contra todas, ocho ruedas.                                                                            | |
| 1958 Detalle    | Moscú                | Elizavieta Bykova Unión Soviética                                                                           | 7 | 3 | 4 | Olga Rubtsova Unión Soviética                                                                               | Mejor de 16 partidas.                                                                                       | |
| 1959 Detalle    | Moscú                | Elizavieta Bykova Unión Soviética                                                                           | 6 | 5 | 2 | Kira Zvorykina Unión Soviética                                                                              | Mejor de 16 partidas.                                                                                       | |
| 1962 Detalle    | Moscú                | Nona Gaprindachvili Unión Soviética                                                                         | 7 | 4 | 0 | Elizavieta Bykova Unión Soviética                                                                           | Mejor de 16 partidas.                                                                                       | |
| 1965 Detalle    | Riga                 | Nona Gaprindachvili Unión Soviética                                                                         | 7 | 3 | 3 | Ala Kushnir Unión Soviética                                                                                 | Mejor de 16 partidas.                                                                                       | |
| 1969 Detalle    | Tiflis Moscú         | Nona Gaprindachvili Unión Soviética                                                                         | 6 | 5 | 2 | Ala Kushnir Unión Soviética                                                                                 | Mejor de 16 partidas.                                                                                       | |
| 1972 Detalle    | Riga                 | Nona Gaprindachvili Unión Soviética                                                                         | 5 | 7 | 4 | Ala Kushnir Unión Soviética                                                                                 | Mejor de 16 partidas.                                                                                       | |
| 1975 Detalle    | Pitsunda Tiflis      | Nona Gaprindachvili Unión Soviética                                                                         | 8 | 1 | 3 | Nana Alexandria Unión Soviética                                                                             | Mejor de 16 partidas.                                                                                       | |
| 1978 Detalle    | Tiflis               | Maia Chiburdanidze Unión Soviética                                                                          | 4 | 9 | 2 | Nona Gaprindachvili Unión Soviética                                                                         | Mejor de 16 partidas.                                                                                       | |
| 1981 Detalle    | Bordshomi Tiflis     | Maia Chiburdanidze Unión Soviética                                                                          | 4 | 8 | 4 | Nana Alexandria Unión Soviética                                                                             | Mejor de 16 partidas. (En caso de empate, la campeona retine el título)                                     | |
| 1984 Detalle    | Volgogrado           | Maia Chiburdanidze Unión Soviética                                                                          | 5 | 7 | 2 | Irina Levitina Unión Soviética                                                                              | Mejor de 16 partidas.                                                                                       | |
| 1986 Detalle    | Sofía                | Maia Chiburdanidze Unión Soviética                                                                          | 4 | 9 | 1 | Elena Akhmilovskaya Unión Soviética                                                                         | Mejor de 16 partidas.                                                                                       | |
| 1988 Detalle    | Telavi               | Maia Chiburdanidze Unión Soviética                                                                          | 3 | 11 | 2 | Nana Ioseliani Unión Soviética                                                                              | Mejor de 16 partidas.                                                                                       | |
| 1991 Detalle    | Manila               | Xie Jun China                                                                                               | 4 | 9 | 2 | Maia Chiburdanidze Unión Soviética                                                                          | Mejor de 16 partidas.                                                                                       | |
| 1993 Detalle    | Mónaco               | Xie Jun China                                                                                               | 7 | 3 | 1 | Nana Ioseliani Georgia                                                                                      | Mejor de 16 partidas.                                                                                       | |
| 1996 Detalle    | Jaén                 | Zsuzsa Polgár · Hungría                                                                                     | 6 | 5 | 2 | Xie Jun China                                                                                               | Mejor de 16 partidas.                                                                                       | |
| 1999 Detalle    | Kazán Shenyang       | Xie Jun China                                                                                               | 5 | 7 | 3 | Alisa Galliamova · Rusia                                                                                    | Mejor de 16 partidas.                                                                                       | |
| 2000 Detalle    | Nueva Delhi          | Xie Jun China                                                                                               | 1 | 3 | 0 | Qin Kanying China                                                                                           | Mejor de 4 partidas.                                                                                        | |
| 2001 Detalle    | Moscú                | Zhu Chen China                                                                                              | 5 | 0 | 3 | Aleksandra Kosteniuk · Rusia                                                                                | Mejor de 8 partidas.                                                                                        | |
| 2004 Detalle    | Elistá               | Antoaneta Stefanova Bulgaria                                                                                | 2 | 1 | 0 | Ekaterina Kovalevskaya · Rusia                                                                              | Mejor de 3 partidas.                                                                                        | |
| 2006 Detalle    | Ekaterimburgo        | Xu Yuhua China                                                                                              | 2 | 1 | 0 | Alisa Galliamova · Rusia                                                                                    | Mejor de 3 partidas.                                                                                        | |
| 2008 Detalle    | Nálchik              | Aleksandra Kosteniuk · Rusia                                                                                | 1 | 3 | 0 | Hou Yifan China                                                                                             | Mejor de 4 partidas.                                                                                        | |
| 2010 Detalle    | Hatay                | Hou Yifan China                                                                                             | 3 | 4 | 1 | Ruan Lufei China                                                                                            | Mejor de 8 partidas.                                                                                        | |
| 2011 Detalle    | Tirana               | Hou Yifan China                                                                                             | 3 | 5 | 0 | Humpy Koneru India                                                                                          | Mejor de 8 partidas.                                                                                        | |
| 2012 Detalle    | Janty-Mansisk        | Anna Ushenina · Ucrania                                                                                     | 2 | 3 | 1 | Antoaneta Stefanova Bulgaria                                                                                | Mejor de 4 partidas + tiebreaks                                                                             | |
| 2013 Detalle    | Taizhou              | Hou Yifan China                                                                                             | 4 | 3 | 0 | Anna Ushenina · Ucrania                                                                                     | Mejor de 10 partidas.                                                                                       | |
| 2015 Detalle    | Sochi                | Mariya Muzychuk · Ucrania                                                                                   | 1 | 3 | 0 | Natalia Pogonina · Rusia                                                                                    | Mejor de 4 partidas.                                                                                        | |
| 2016 Detalle    | Leópolis             | Hou Yifan China                                                                                             | 3 | 6 | 0 | Mariya Muzychuk · Ucrania                                                                                   | Mejor de 10 partidas.                                                                                       | |
| 2017 Detalle    | Teherán              | Tan Zhongyi China                                                                                           | 2 | 3 | 1 | Anna Muzychuk · Ucrania                                                                                     | Mejor de 4 partidas + tiebreaks                                                                             | |
| 2018 Detalle    | Shanghái-Chongqing   | Ju Wenjun China                                                                                             | 3 | 5 | 2 | Tan Zhongyi China                                                                                           | Mejor de 10 partidas.                                                                                       | |
| 2018 Detalle    | Janty-Mansisk        | Ju Wenjun China                                                                                             | 3 | 4 | 1 | Katerina Lagno · Rusia                                                                                      | Mejor de 4 partidas.                                                                                        | |
| 2020 Detalle    | Shanghái Vladivostok | Ju Wenjun China                                                                                             | 4 | 9 | 3 | Aleksandra Goryachkina · Rusia                                                                              | Mejor de 12 partidas.                                                                                       | |
| 2023 Detalle    | Shanghái-Chongqing   | Ju Wenjun China                                                                                             | 2 | 9 | 1 | Lei Tingjie China                                                                                           | Mejor de 12 partidas.                                                                                       | |
| 2025 Detalle    | Shanghái-Chongqing   | Ju Wenjun China                                                                                             | 5 | 3 | 1 | Tan Zhongyi China                                                                                           | Mejor de 12 partidas.                                                                                       | |